# 하리코프 군민행정부
하리코프 군민행정부(러시아어: Харьковская военно-гражданская администрация)은 러시아군이 우크라이나를 침공하고 우크라이나 하르키우주 일부를 점령하고 설치한 행정부다. 우크라이나 및 서방 측은 이 행정부를 인정하지 않고 러시아의 하르키우주 점령이라고 부른다. 러시아군은 주의 주도인 하르키우를 점령하는데 실패했다. 그러나 이줌, 쿠피얀스크, 발라클리야를 포함한 다른 주요 도시는 러시아군에 의해 점령되었다. 2022년 11월 기준 러시아군은 하르키우주 토지의 작은 부분만을 점유하고 있다.
2022년 9월 초, 우크라이나는 대대적인 반격을 시작하여 이 지역의 여러 정착지를 되찾고 수많은 러시아군 또는 군민행정부를 종식시켰다. 9월 11일까지 러시아는 이줌, 쿠피얀스크, 보우찬스크를 포함하여 이전에 주에서 점령했던 대부분의 정착지에서 철수했다. 러시아 국방부는 또한 오스킬강 서쪽의 하르키우주 전체에서 러시아군이 공식 철수한다고 발표하면서 "군대를 축소하고 이동시키는 작전"이 진행 중이라고 밝혔다.
원래 쿠피안스크에 본부를 둔 하리코프 군민행정부는 2022년 9월 8일에 잠시 보브찬스크로 이전했으나 2022년 9월 11일 우크라이나군이 도시를 탈환하기 전에 다시 이동했다. 2022년 9월 18일 기준 러시아군은 작은 지역만을 점유하고 있다. 2022년 9월 13일, 우크라이나군은 오스킬강을 건너 여러 위치에 진지를 구축한 것으로 알려졌다. 2022년 9월 16일, 우크라이나군은 오스킬강 동쪽 기슭에 있는 쿠피안스크의 자매 도시인 쿠피안스크-부즐로비를 탈환했다고 주장했다.
2022년 10월 3일, 러시아군은 니체솔로네, 피들리만, 니즈냐주라브카, 보로바 및 샤이키브카에서 도망쳐 우크라이나 당국이 거의 모든 지역에 대한 통제권을 되찾을 수 있게 되었다.

## 같이 보기
- 러시아의 우크라이나 침공
- 러시아-우크라이나 전쟁
- 러시아의 우크라이나 점령지